# Jürgen Lüthge
Jürgen Lüthge (* 11. Juni 1948 in Bremen; † 5. Oktober 2022) war ein deutscher Jurist und Politiker (SPD) sowie Bremer Staatsrat und Geschäftsführer der Brebau.

## Biografie
Lüthge studierte nach dem Abitur Rechtswissenschaften und promovierte zum Dr. jur. und war anschließend als Jurist in Bremen tätig. 1984 wurde er als Nachfolger von Hans-Helmut Euler (SPD) Senatsdirektor und dann Staatsrat in Bremen im Senatsressort Umweltschutz, von 1987 bis 1993 Umweltschutz und Stadtentwicklung und ab 1993 bis Oktober 1995 im Ressort Bauwesen als Nachfolger von Manfred Osthaus (SPD), und damit Stellvertreter von Senatorin Eva-Maria Lemke bzw. Lemke-Schulte (SPD) in den Senaten von Hans Koschnick (bis 1985) (SPD) und Klaus Wedemeier (SPD). In den 1990er Jahren wurde er zum a. o. Professor ernannt.
Nachdem ab 1995 das Bauressort durch Bernt Schulte von der CDU übernommen worden war, schied er als Politischer Beamter aus. Sein Nachfolger war Joachim Baltes. Eine Berufung zum Bevollmächtigten der Vertretung des Landes Bremen beim Bund konnte 2001 nicht realisiert werden.
Von Ende 1995 bis 2015 war er Geschäftsführer der zweitgrößten Bremer Wohnungsbaugesellschaft, der Brebau, und danach im Aufsichtsrat der Gesellschaft.